# Вітаміноподібні речовини
Вітаміноподі́бні речови́ни — група органічних речовин різної хімічної будови, при нестачі яких у харчових продуктах або при недостатньому надходженні яких в організм не відбувається різко виражених змін в обмінних процесах організму.
Вітаміноподібні речовини:
- В4 — холін
- B8 — інозит
- B13 — оротова кислота
- B15 — пангамова кислота
- Вт — карнітин
- Н — параамінобензойна кислота
- F — поліненасичені жирні кислоти (фактор «F»)
- U — S — метилметионінсульфоній хлорид
- N — ліпоєва кислота
- Р — біофлаваноїди (рутин)

До вітаміноподібних сполук також зараховують коензим Q10.